# Passiflora auriculata
Passiflora auriculata je biljka iz porodice Passifloraceae. 

## Vanjske poveznice
|  | Zajednički poslužitelj ima stranicu o temi Passiflora auriculata    |
|  | Zajednički poslužitelj ima još gradiva o temi Passiflora auriculata |
|  | Wikivrste imaju podatke o taksonu Passiflora auriculata             |